# Марченко Андрій Вікторович
Андрій Вікторович Марченко (нар. 4 листопада 1978, УРСР) — радянський та український футболіст, виступав на позиції півзахисника.

## Клубна кар'єра
Вихованець макіївської ДЮСШ. Футбольну кар'єру розпочав у 1986 році в дублі донецького «Шахтаря». У 1988 році проходив військову службу в складі аматорського клубу СКА (Київ). З 1989 по 1990 році виступав у складі іншого «Шахтаря», шахтинського. У травні 1990 року перейшов до полтавської «Ворскли». У 1992 році став гравцем кременчуцького «Кременя», але на початку 1993 року повернувся до полтавської «Ворскли». Потім виступав у клубах «Торпедо» (Запоріжжя), «Електрон» (Ромни) та «Нива» (Вінниця). У 2001 році завершив кар'єру гравця.

## Досягнення
- Вища ліга чемпіонату України
  -  Бронзовий призер (1): 1997